# Грб Федерације Босне и Херцеговине
Грб Федерације Босне и Херцеговине се састојао из два поља. У горњем пољу грба налазе се два штита који симболизују два народа (Бошњаци и Хрвати). Доње плаво поље грба са десет белих шестокраких звезда представља федерацију састављену од десет кантона.
Одлуком Уставног суда Босне и Херцеговине од 28. јануара 2007. грб и застава Федерације Босне и Херцеговине су стављени ван снаге јер не представљају сва три конститутивна народа (Бошњаци, Срби и Хрвати) у Босни и Херцеговини.